# Walter Bénéteau
Walter Bénéteau (Les Essarts, 28 de julho de 1972 - Bali, 11 de dezembro de 2022) foi um ciclista profissional francês que disputa competições de ciclismo de estrada. Já participou em seis edições da Volta da França.